# Fußball-Club Gelsenkirchen-Schalke 04 1980-1981
Questa voce raccoglie le informazioni riguardanti il Fußball-Club Gelsenkirchen-Schalke 04 nelle competizioni ufficiali della stagione 1980-1981.

## Stagione
Nella stagione 1980-1981 il Schalke, allenato da Fahrudin Jusufi e Rudi Assauer, concluse il campionato di Bundesliga al 17º posto. In Coppa di Germania il Schalke fu eliminato al primo turno dal Bayer Uerdingen.

## Rosa
| N. |                     | Ruolo | Calciatore      |
| -- | ------------------- | ----- | --------------- |
|    | Germania (bandiera) | P     | Norbert Nigbur  |
|    | Germania (bandiera) | P     | Peter Sandhofe  |
|    | Germania (bandiera) | P     | Andreas Sandt   |
|    | Croazia (bandiera)  | D     | Vilson Džoni    |
|    | Germania (bandiera) | D     | Winfried Geier  |
|    | Germania (bandiera) | D     | Thomas Kruse    |
|    | Germania (bandiera) | D     | Thomas Siewert  |
|    | Germania (bandiera) | D     | Jürgen Täuber   |
|    | Germania (bandiera) | D     | Bernd Thiele    |
|    | Germania (bandiera) | C     | Uli Bittcher    |
|    | Germania (bandiera) | C     | Dietmar Danner  |
|    | Germania (bandiera) | C     | Manfred Drexler |

| N. |                     | Ruolo | Calciatore          |
| -- | ------------------- | ----- | ------------------- |
|    | Austria (bandiera)  | C     | Kurt Jara           |
|    | Germania (bandiera) | C     | Harald Kügler       |
|    | Germania (bandiera) | C     | Michael Opitz       |
|    | Germania (bandiera) | C     | Ludger Winkel       |
|    | Germania (bandiera) | A     | Manfred Bär         |
|    | Germania (bandiera) | A     | Norbert Elgert      |
|    | Germania (bandiera) | A     | Klaus Fischer       |
|    | Germania (bandiera) | A     | Hans-Dieter Mangold |
|    | Germania (bandiera) | A     | Ulrich Schröder     |
|    | Germania (bandiera) | A     | Detlev Szymanek     |
|    | Germania (bandiera) | A     | Michael Tönnies     |

## Organigramma societario
Area tecnica
- Allenatore: Rudi Assauer
- Allenatore in seconda: Heinz Redepenning
- Preparatore dei portieri:
- Preparatori atletici:

## Calciomercato

### Sessione estiva
| Acquisti | Acquisti        | Acquisti            | Acquisti |
| R.       | Nome            | da                  | Modalità |
| -------- | --------------- | ------------------- | -------- |
| A        | Detlev Szymanek | Norimberga          |          |
| C        | Dietmar Danner  | Borussia M'gladbach |          |
| C        | Kurt Jara       | Duisburg            |          |

| Cessioni | Cessioni            | Cessioni            | Cessioni |
| R.       | Nome                | a                   | Modalità |
| -------- | ------------------- | ------------------- | -------- |
| D        | Rolf Rüssmann       | Borussia Dortmund   |          |
| A        | Wolfram Wuttke      | Borussia M'gladbach |          |
| A        | Uwe Höfer           | Kickers Offenbach   |          |
| A        | Rüdiger Abramczik   | Borussia Dortmund   |          |
| C        | Winfried Berkemeier | Young Boys          |          |
| D        | Klaus Fichtel       | Werder Brema        |          |
| D        | Helmut Kremers      | Rot-Weiss Essen     |          |

### Sessione invernale
| Acquisti | Acquisti      | Acquisti   | Acquisti |
| R.       | Nome          | da         | Modalità |
| -------- | ------------- | ---------- | -------- |
| D        | Jürgen Täuber | Norimberga |          |

| Cessioni | Cessioni | Cessioni | Cessioni |
| R.       | Nome     | a        | Modalità |
| -------- | -------- | -------- | -------- |

## Risultati

### Bundesliga

#### Girone di andata
| Arbitro: | Horstmann |

|           |           |                                                      |
| Džoni 31’ | Marcatori | 28’ Nachtweih 32’ Lorant 43’ Hölzenbein 77’ Borchers |

| Arbitro: | Linn |

|                                       |           |            |
| Matthäus 27’ Nickel 69’ Thychosen 81’ | Marcatori | 49’ Elgert |

| Arbitro: | Messmer |

|                                  |           |             |
| Wuttke 32’ Rüssmann 64’ Jara 83’ | Marcatori | 45’ Hofmann |

| Arbitro: | Hontheim |

|                                                     |           |            |
| Rummenigge 36’, 52’ Hoeneß 54’, 61’ Augenthaler 57’ | Marcatori | 43’ Kügler |

| Arbitro: | Ross |

|            |           |                           |
| Wuttke 27’ | Marcatori | 70’ Votava 83’ Eðvaldsson |

| Arbitro: | Engel |

|                                |           |                              |
| Wenzel 34’ Allofs 39’ Zewe 53’ | Marcatori | 44’, 77’ Elgert 85’ Bittcher |

| Arbitro: | Redelfs |

|                             |           |                |
| Dittus 49’ Günther 50’, 80’ | Marcatori | 1’, 24’ Kügler |

| Arbitro: | Heitmann |

|                 |           |                      |
| Elgert 12’, 53’ | Marcatori | 36’ Geils 73’ Schock |

| Arbitro: | Tritschler |

|                                                      |           |  |
| Bruckmann 11’ Økland 37’ Demuth 79’ (rig.) Szech 90’ | Marcatori |  |

| Arbitro: | Roth |

|                                 |           |                        |
| Kügler 45’ Elgert 50’ Džoni 58’ | Marcatori | 51’ Förster 66’ Müller |

| Arbitro: | Clajus |

|                                                                                   |           |            |
| Memering 12’ Hartwig 21’ Milewski 43’, 48’ Džoni 54’ (aut.) Magath 59’ Jakobs 73’ | Marcatori | 74’ Elgert |

| Arbitro: | Retzmann |

|             |           |  |
| Bittcher 8’ | Marcatori |  |

| Arbitro: | Heitmann |

|                                          |           |          |
| Woelk 20’ Pinkall 30’, 79’ Bast 39’, 66’ | Marcatori | 45’ Jara |

| Arbitro: | Assenmacher |

|                         |           |                  |
| Elgert 18’ Bittcher 24’ | Marcatori | 22’, 56’ Büssers |

| Arbitro: | Schmoock |

|                               |           |  |
| Heidenreich 49’ Oberacher 63’ | Marcatori |  |

| Arbitro: | Schmidhuber |

|  |           |                         |
|  | Marcatori | 35’ Eigendorf 50’ Wendt |

| Arbitro: | Joos |

|  |           |                      |
|  | Marcatori | 53’ Elgert 60’ Opitz |

#### Girone di ritorno
| Arbitro: | Kasperowski |

|                                                                |           |  |
| Nickel 19’ Lorant 41’ (rig.), 72’ (rig.) Cha 84’ Nachtweih 89’ | Marcatori |  |

| Arbitro: | Brückner |

|                   |           |                                |
| Bittcher 21’, 57’ | Marcatori | 10’ (rig.) Hannes 32’ Matthäus |

| Arbitro: | Klauser |

|             |           |                               |
| Kanders 11’ | Marcatori | 20’, 82’ Fischer 54’ Bittcher |

| Arbitro: | Luca |

|                         |           |                          |
| Fischer 4’ Bittcher 88’ | Marcatori | 50’ Kraus 66’ Rummenigge |

| Arbitro: | Ahlenfelder |

|                                |           |                         |
| Eðvaldsson 11’ Burgsmüller 79’ | Marcatori | 52’ Fischer 83’ Siewert |

| Arbitro: | Redelfs |

|  |           |                                      |
|  | Marcatori | 13’ Allofs 35’ Allofs 47’, 71’ Weikl |

| Arbitro: | Linn |

|                  |           |  |
| Džoni 77’ (rig.) | Marcatori |  |

| Arbitro: | Hennig |

|                |           |  |
| Eilenfeldt 60’ | Marcatori |  |

| Arbitro: | Schmoock |

|                                  |           |               |
| Džoni 41’ Drexler 49’ Kügler 65’ | Marcatori | 22’ Bruckmann |

| Arbitro: | Horstmann |

|                                      |           |  |
| Tüfekçi 37’ Allgöwer 63’ Förster 85’ | Marcatori |  |

| Arbitro: | Joos |

|                  |           |            |
| Fischer 45’, 68’ | Marcatori | 82’ Buljan |

| Arbitro: | Horeis |

|                             |           |              |
| Strack 24’ Năstase 40’, 87’ | Marcatori | 73’ Szymanek |

| Arbitro: | Klauser |

|  |           |                                                   |
|  | Marcatori | 18’ Blau 43’ Woelk 59’, 76’ Pinkall 79’, 87’ Abel |

| Arbitro: | Eschweiler |

|                                                                       |           |            |
| Dietz 20’ Steininger 48’ Gores 50’ Seliger 72’ (rig.) Grillemeier 87’ | Marcatori | 25’ Täuber |

| Arbitro: | Niebergall |

|              |           |                 |
| Szymanek 45’ | Marcatori | 37’ Heidenreich |

| Arbitro: | Tritschler |

|                      |           |  |
| Wendt 7’ Brummer 85’ | Marcatori |  |

| Arbitro: | Roth |

|            |           |                       |
| Elgert 71’ | Marcatori | 12’ Engels 31’ Müller |

### Coppa di Germania
| Arbitro: | Ohmsen |

|                              |           |                                                 |
| Džoni 3’ Rüssmann 81’ (rig.) | Marcatori | 19’, 90’ Raschid 35’ Heym 56’ Ehmke 61’ Kanders |

## Statistiche

### Statistiche di squadra
| Competizione      | Punti | In casa | In casa | In casa | In casa | In casa | In casa | In trasferta | In trasferta | In trasferta | In trasferta | In trasferta | In trasferta | Totale | Totale | Totale | Totale | Totale | Totale | DR  |
| Competizione      | Punti | G       | V       | N       | P       | Gf      | Gs      | G            | V            | N            | P            | Gf           | Gs           | G      | V      | N      | P      | Gf     | Gs     | DR  |
| ----------------- | ----- | ------- | ------- | ------- | ------- | ------- | ------- | ------------ | ------------ | ------------ | ------------ | ------------ | ------------ | ------ | ------ | ------ | ------ | ------ | ------ | --- |
| Bundesliga        | 23    | 17      | 6       | 5       | 6       | 25      | 34      | 17           | 2            | 2            | 13           | 18           | 54           | 34     | 8      | 7      | 19     | 43     | 88     | -45 |
| Coppa di Germania | -     | 1       | 0       | 0       | 1       | 2       | 5       | 0            | 0            | 0            | 0            | 0            | 0            | 1      | 0      | 0      | 1      | 2      | 5      | -3  |
| Totale            | 23    | 18      | 6       | 5       | 7       | 27      | 39      | 17           | 2            | 2            | 13           | 18           | 54           | 35     | 8      | 7      | 20     | 45     | 93     | -48 |

### Andamento in campionato
| Giornata  | 1  | 2  | 3  | 4  | 5  | 6  | 7  | 8  | 9  | 10 | 11 | 12 | 13 | 14 | 15 | 16 | 17 | 18 | 19 | 20 | 21 | 22 | 23 | 24 | 25 | 26 | 27 | 28 | 29 | 30 | 31 | 32 | 33 | 34 |
| --------- | -- | -- | -- | -- | -- | -- | -- | -- | -- | -- | -- | -- | -- | -- | -- | -- | -- | -- | -- | -- | -- | -- | -- | -- | -- | -- | -- | -- | -- | -- | -- | -- | -- | -- |
| Luogo     | C  | T  | C  | T  | C  | T  | T  | C  | T  | C  | T  | C  | T  | C  | T  | C  | T  | T  | C  | T  | C  | T  | C  | C  | T  | C  | T  | C  | T  | C  | T  | C  | T  | C  |
| Risultato | P  | P  | V  | P  | P  | N  | P  | N  | P  | V  | P  | V  | P  | N  | P  | P  | V  | P  | N  | V  | N  | N  | P  | V  | P  | V  | P  | V  | P  | P  | P  | N  | P  | P  |
| Posizione | 17 | 17 | 14 | 15 | 16 | 16 | 16 | 16 | 17 | 16 | 17 | 17 | 17 | 17 | 17 | 17 | 17 | 17 | 17 | 17 | 17 | 17 | 17 | 15 | 16 | 16 | 16 | 15 | 16 | 17 | 18 | 17 | 17 | 17 |

Legenda:

Luogo: C = Casa; T = Trasferta. Risultato: V = Vittoria; N = Pareggio; P = Sconfitta.

### Statistiche dei giocatori
| Giocatore   | Bundesliga | Bundesliga | Bundesliga  | Bundesliga | Coppa di Germania | Coppa di Germania | Coppa di Germania | Coppa di Germania | Totale   | Totale | Totale      | Totale     |
| Giocatore   | Presenze   | Reti       | Ammonizioni | Espulsioni | Presenze          | Reti              | Ammonizioni       | Espulsioni        | Presenze | Reti   | Ammonizioni | Espulsioni |
| ----------- | ---------- | ---------- | ----------- | ---------- | ----------------- | ----------------- | ----------------- | ----------------- | -------- | ------ | ----------- | ---------- |
| U. Bittcher | 33         | 7          | 1           | 0          | 1                 | 0                 | 1                 | 0                 | 34       | 7      | 2           | 0          |
| M. Bär      | 2          | 0          | 0           | 0          | 0                 | 0                 | 0                 | 0                 | 2        | 0      | 0           | 0          |
| D. Danner   | 19         | 0          | 3           | 0          | 0                 | 0                 | 0                 | 0                 | 19       | 0      | 3           | 0          |
| M. Drexler  | 18         | 1          | 2           | 0          | 0                 | 0                 | 0                 | 0                 | 18       | 1      | 2           | 0          |
| V. Džoni    | 34         | 4          | 2           | 0          | 1                 | 1                 | 0                 | 0                 | 35       | 5      | 2           | 0          |
| N. Elgert   | 23         | 10         | 0           | 0          | 1                 | 0                 | 0                 | 0                 | 24       | 10     | 0           | 0          |
| K. Fischer  | 17         | 6          | 0           | 0          | 0                 | 0                 | 0                 | 0                 | 17       | 6      | 0           | 0          |
| W. Geier    | 21         | 0          | 1           | 0          | 1                 | 0                 | 0                 | 0                 | 22       | 0      | 1           | 0          |
| U. Höfer    | 1          | 0          | 0           | 0          | 0                 | 0                 | 0                 | 0                 | 1        | 0      | 0           | 0          |
| K. Jara     | 31         | 2          | 9           | 0          | 1                 | 0                 | 0                 | 0                 | 32       | 2      | 9           | 0          |
| T. Kruse    | 18         | 0          | 1           | 0          | 0                 | 0                 | 0                 | 0                 | 18       | 0      | 1           | 0          |
| H. Kügler   | 21         | 5          | 1           | 0          | 1                 | 0                 | 0                 | 0                 | 22       | 5      | 1           | 0          |
| H. Mangold  | 2          | 0          | 1           | 0          | 1                 | 0                 | 0                 | 0                 | 3        | 0      | 1           | 0          |
| N. Nigbur   | 27         | 0          | 1           | 0          | 1                 | 0                 | 0                 | 0                 | 28       | 0      | 1           | 0          |
| M. Opitz    | 32         | 1          | 1           | 0          | 1                 | 0                 | 0                 | 0                 | 33       | 1      | 1           | 0          |
| R. Rüssmann | 15         | 1          | 1           | 0          | 1                 | 1                 | 0                 | 0                 | 16       | 2      | 1           | 0          |
| P. Sandhofe | 7          | 0          | 0           | 0          | 0                 | 0                 | 0                 | 0                 | 7        | 0      | 0           | 0          |
| A. Sandt    | 1          | 0          | 0           | 0          | 0                 | 0                 | 0                 | 0                 | 1        | 0      | 0           | 0          |
| U. Schröder | 1          | 0          | 0           | 0          | 0                 | 0                 | 0                 | 0                 | 1        | 0      | 0           | 0          |
| T. Siewert  | 17         | 1          | 3           | 0          | 0                 | 0                 | 0                 | 0                 | 17       | 1      | 3           | 0          |
| D. Szymanek | 10         | 2          | 1           | 0          | 0                 | 0                 | 0                 | 0                 | 10       | 2      | 1           | 0          |
| B. Thiele   | 31         | 0          | 11          | 0          | 1                 | 0                 | 0                 | 0                 | 32       | 0      | 11          | 0          |
| J. Täuber   | 17         | 1          | 3           | 0          | 0                 | 0                 | 0                 | 0                 | 17       | 1      | 3           | 0          |
| M. Tönnies  | 2          | 0          | 0           | 0          | 0                 | 0                 | 0                 | 0                 | 2        | 0      | 0           | 0          |
| L. Winkel   | 2          | 0          | 0           | 0          | 0                 | 0                 | 0                 | 0                 | 2        | 0      | 0           | 0          |
| W. Wuttke   | 13         | 2          | 3           | 0          | 1                 | 0                 | 0                 | 0                 | 14       | 2      | 3           | 0          |